# Town of Claremont
Town of Claremont is een Local Government Area (LGA) in Australië in de staat West-Australië in de agglomeratie van Perth. Town of Claremont telde 11.284 inwoners in 2021. De hoofdplaats is Claremont.